# Ecnomus spia
Ecnomus spia är en nattsländeart som beskrevs av Cartwright 1998. Ecnomus spia ingår i släktet Ecnomus och familjen trattnattsländor. Inga underarter finns listade i Catalogue of Life.